# Greg Valentine
Johnathan Anthony Wisniski Jr. (* 20. September 1951 in Seattle; Washington), besser bekannt als Greg „The Hammer“ Valentine ist ein amerikanischer Wrestler. Er wurde vor allem für seine Auftritte bei der WWF (heute WWE) bekannt und hielt zahlreiche Titel. Er ist außerdem Mitglied der WWE Hall of Fame.
Wisniski ist seit 1995 zum zweiten Mal verheiratet mit Julie und hat aus erster Ehe zwei Töchter. Er sieht sich als „wiedergeborenen Christen“ und hält zusammen mit Ted DiBiase Reden in High Schools und Colleges.

## Anfänge
Wisniski wurde in Seattle als Sohn des Wrestlers Johnny Valentine geboren und kam somit schon sehr früh mit dem Wrestling in Berührung. Als Teenager reiste er mit seinem Vater und so brach er schließlich das College ab, um Wrestler zu werden. Sein Vater war eigentlich nicht davon angetan, doch schließlich gab er nach und nach einigem Training bei ihm, schickte er seinen Sohn 1970 zu Trainerlegende Stu Hart nach Calgary. Eineinhalb Jahre später ging Wisniski noch nach Detroit, um sein Training bei Ed Farhat zu komplettieren.

## Karriere

### Frühe Karriere
Zunächst wollte Wisniski nicht den bekannten Namen seines Vaters ausnutzen und begann seine Karriere als Baby Face Nelson und wurde später zu Johnny Fargo. Unter letzterem Namen trat er zwischen 1971 und 1974 an, als eine Hälfte des Tag Teams The Fargo Brothers mit Don Fargo in der Organisation National Wrestling Federation. Nachdem das Team aufgelöst worden war, ging Wisniski nach Florida und trat zunächst als Johnny Valentine Jr. an. Um aber seinem ebenfalls noch im Wrestling tätigen Vater nicht als zu alt darzustellen, änderte er seinen Namen in das bekannte Greg „The Hammer“ Valentine und wurde als seines Vaters Bruder ausgegeben. In dieser Zeit arbeitete Wisniski auch in Kalifornien und Japan bei Antonio Inoki, bevor er 1976 zur NWA ging.

### National Wrestling Alliance (1976–1978)
Im August 1976 kam Wisniski in die zur NWA gehörenden Mid-Atlantic Promotion, welche in North Carolina beheimatet war. Wisniski sollte hier seinen Vater ersetzen, der 1975 durch einen Flugzeugabsturz verletzt und somit zum Rücktritt gezwungen wurde. Eine Wrestlingaktion, welche ihn hier bekannt machen sollte, war sein Elbow Drop, der als besonders hart dargestellt wurde. Am 26. Dezember 1976 gewann er zusammen mit Ric Flair den NWA World Tag-Team Titel gegen die Andersons Ole und Gene. Sie hielten die Titel bis zum 8. Mai 1977, verloren sie wieder an die Andersons, um sie am 30. Oktober des Jahres zurückzugewinnen. Das Team mit Flair wurde im April 1978 aufgelöst und der Titel für vakant erklärt. Mit Baron von Raschke konnte Wisniski den Titel 1978 noch ein drittes Mal erlangen. Ebenfalls 1977 fehdete er mit Wahoo McDaniel um den NWA Mid-Atlantic Heavyweight Titel, welchen er im Zuge dieser Fehde zweimal halten konnte, bevor er ihn im April 1978 an Ken Patera endgültig verlor.

### World Wide Wrestling Federation (1978–1981)
Im November 1978 tauchte Wisniski das erste Mal in der damaligen World Wide Wrestling Federation auf und wurde dort von The Grand Wizard gemanagt. Er erhielt sogar ein Titelmatch gegen den amtierenden World Heavyweight Champion Bob Backlund und erreichte ein Unentschieden.

### National Wrestling Alliance (1979–1984)
1980 erhielt Wisniski den NWA World Tag-Team Titel zum vierten Mal, diesmal mit Ray Stevens als Partner. Vier Tage später wurde ihnen der Titel wegen einer Regelwidrigkeit aberkannt. Nach einem scheinbaren Wandel vom Bösewicht zum Guten, wurde das Team mit Ric Flair wiederbelebt. Doch Wisniski hinterging ihn laut Storyline und begann nun mit Flair eine Fehde um den NWA United States Heavyweight Titel, welchen Wisniski am 26. Juli des Jahres schließlich erringen konnte. Er hielt den Titel bis Ende November, als Flair den Rückkampf für sich entschied.
1981 war Wisniski für ein Jahr wieder in der World Wide Wrestling Federation und fehdete mit Backlund um den Titel sowie mit Pedro Morales.
1982 hielt er den NWA United States Heavyweight Titel noch zweimal und bestritt Fehden gegen Wahoo McDaniel und Roddy Piper.

### World Wrestling Federation (1984–1992)

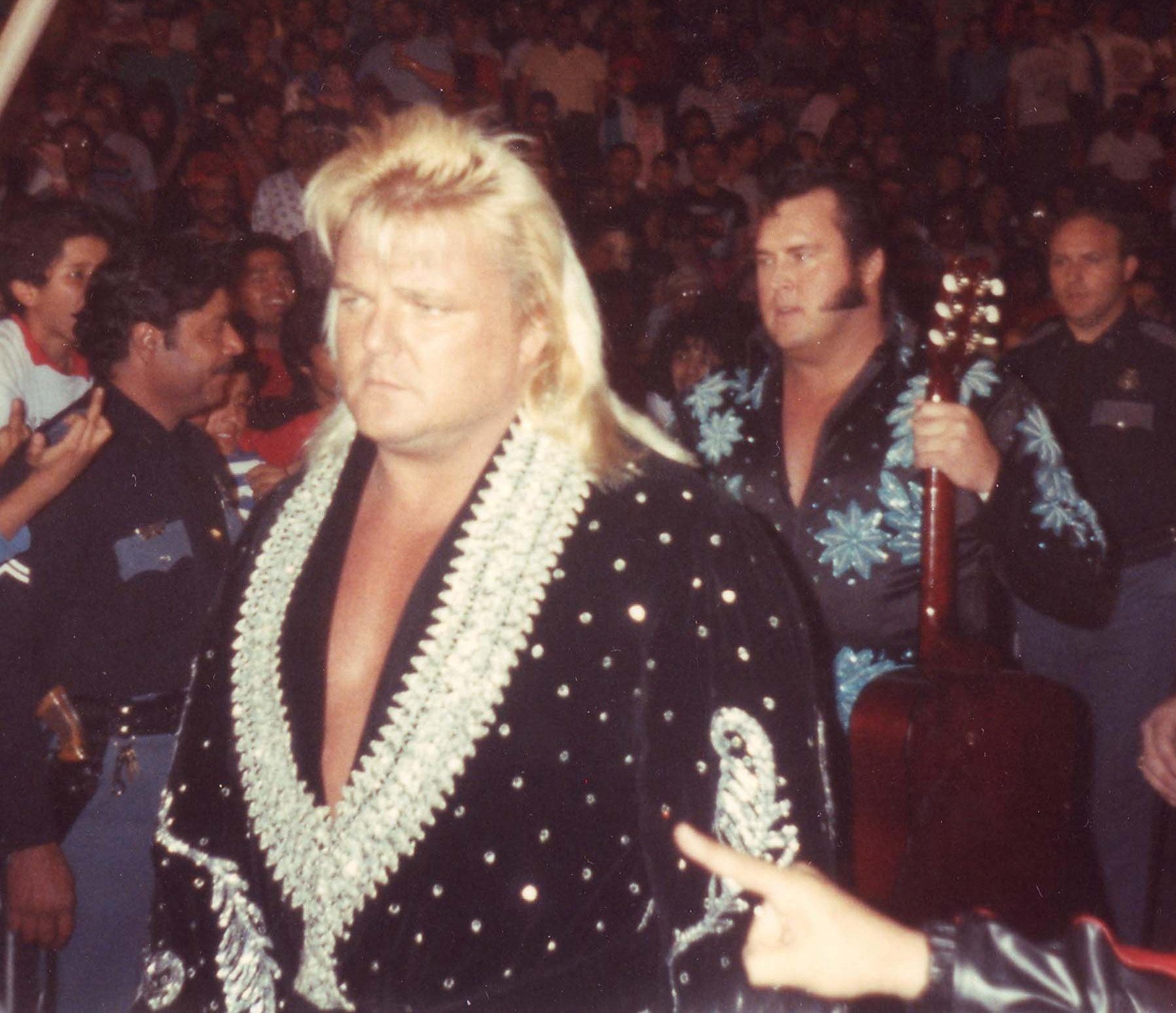
Gregor Valentine im Team mit dem Hong Tonk Man

1984 ging Wisniski zur World Wrestling Federation, wie die ehemalige WWWF nun hieß, und agierte als Bösewicht. Zunächst wurde er dort von Captain Lou Albano, später von Jimmy Hart gemanagt. Bereits im September des gleichen Jahres konnte er Tito Santana den Intercontinental Champion Titel abnehmen. Er begann darauf eine Fehde mit dem Junk Yard Dog, gegen den er bei Wrestlemania 1 in einem Titelkampf antrat und durch Auszählen verlor, jedoch den Titel behielt. Santana, welcher vor Wrestlemania eine Pause eingelegt hatte, wurde nun wieder ins Geschehen miteinbezogen und am 6. Juli 1985 musste Wisniski den Titel wieder an diesen abgeben.
Wisniski bekam mit Brutus Beefcake schließlich einen Tag-Team Partner und man trat fortan als The Dream Team mit Johnny Valiant als Manager auf. Am 24. August 1985 konnten sie gegen den US – Express die WWF World Tag-Team Titel gewinnen und bis zum 7. April 1986 (Wrestlemania 2) halten, als die British Bulldogs neue Champions wurden. Ein Jahr später, bei Wrestlemania 3 vollzog man eine Gesinnungswandlung mit Brutus Beefcake und das Team wurde in dieser Besetzung aufgelöst. Dafür übernahm nun Dino Bravo diese Position.
1988, wieder als Einzelwrestler unterwegs, hatte er eine Fehde mit Don Muraco und nahm bei Wrestlemania 4 am Titelturnier teil, welches letztlich Randy Savage gewann. Danach hatte er noch ein kurzlebiges Team mit The Honky Tonk Man, welches sich Rhythm´n Blues nannte und gegen die Bushwhackers fehdete. Er tourte nach Japan und trat auch für World Wrestling Council an, bevor er 1989 in der WWF ein neues Programm mit Rugged Ronnie Garvin begann. Die Fehde zog sich bis zum Royal Rumble 1990, als Garvin schließlich ein Aufgabe-Match gewann. Anfang 1991 wurde Wisniski dann Face und trat gegen Earthquake und I.R.S. an.
1992 wechselte er kurz zu World Championship Wrestling und gewann zusammen mit Terry Taylor den United States Tag-Team Titel.
Bei der Survivor Series 1993 kehrte er zurück zur WWF und hatte einen Auftritt als maskierter Blue Knight.

### Nach der WWF
Nach 1994 trat Wisniski hauptsächlich bei Independent Organisationen, in Japan und gelegentlich auch für die WCW an. Ab 1999 trat er dann kürzer, es kamen Auftritte bei Legendenveranstaltungen hinzu und er selbst arbeitete nun zusätzlich als Immobilienmakler.
Am 13. März 2004 wurde er von seinem ehemaligen Manager Jimmy Hart in die WWE Hall of Fame eingeführt.
Am 3. Oktober 2005 hatte er einen Gastauftritt bei der WWE und unterlag Rob Conway durch Disqualifikation.

## Wichtige Wrestling-Titel
- 1× WWE Intercontinental Titel
- 1× WWE World Tag Team Titel mit Brutus Beefcake
- WWE Hall of Fame (Class of 2004)
- 1xWCW United States Tag Team Champion
- 3-mal NWA United States Heavyweight Titel
- 3-mal NWA World Tag Team Titel (der Vierte wurde nicht anerkannt, s. o.)
- NWA Canadian Titel
- Mid Atlantic Tag Team Titel
- AWF (American Wrestling Federation) Tag Team Titel mit Tommy Rich